# Александар Цанков
Александар Цанков (Орјахово, 29. јун 1879 — Буенос Ајрес, 17. јул 1959) је био вођа удружене бугарске грађанске опозиције (Демократически зговор) против владе Александра Стамболијског. Био је на челу завере и државног удара од 9. јуна 1923. Цанков је истог дана формирао нову владу угушивши све покушаје отпора. Намеравао је да уједини све партије бивше опозиције у „Демократически зговор“, али је у томе само делимично успео. Реформе које је увео Стамболијски углавном су ликвидиране, као и покушај комунистичког устанка. Политичка убиства и терор постали су бугарска свакодневница. Погоршани су односи са Југославијом и македонској организацији су дате одрешене руке у петричком крају. Државни фондови су испражњени и царевала је шпекулација. Режим је најпре изгубио сваку подршку у јавности, а потом је почео да се осипа изнутра. Ради смиривања јавности краљ је 1. јануара 1926. распустио кабинет и мандат поверио Андреју Љапчеву, а Цанков је постао министар просвете.